# エル・カズネ

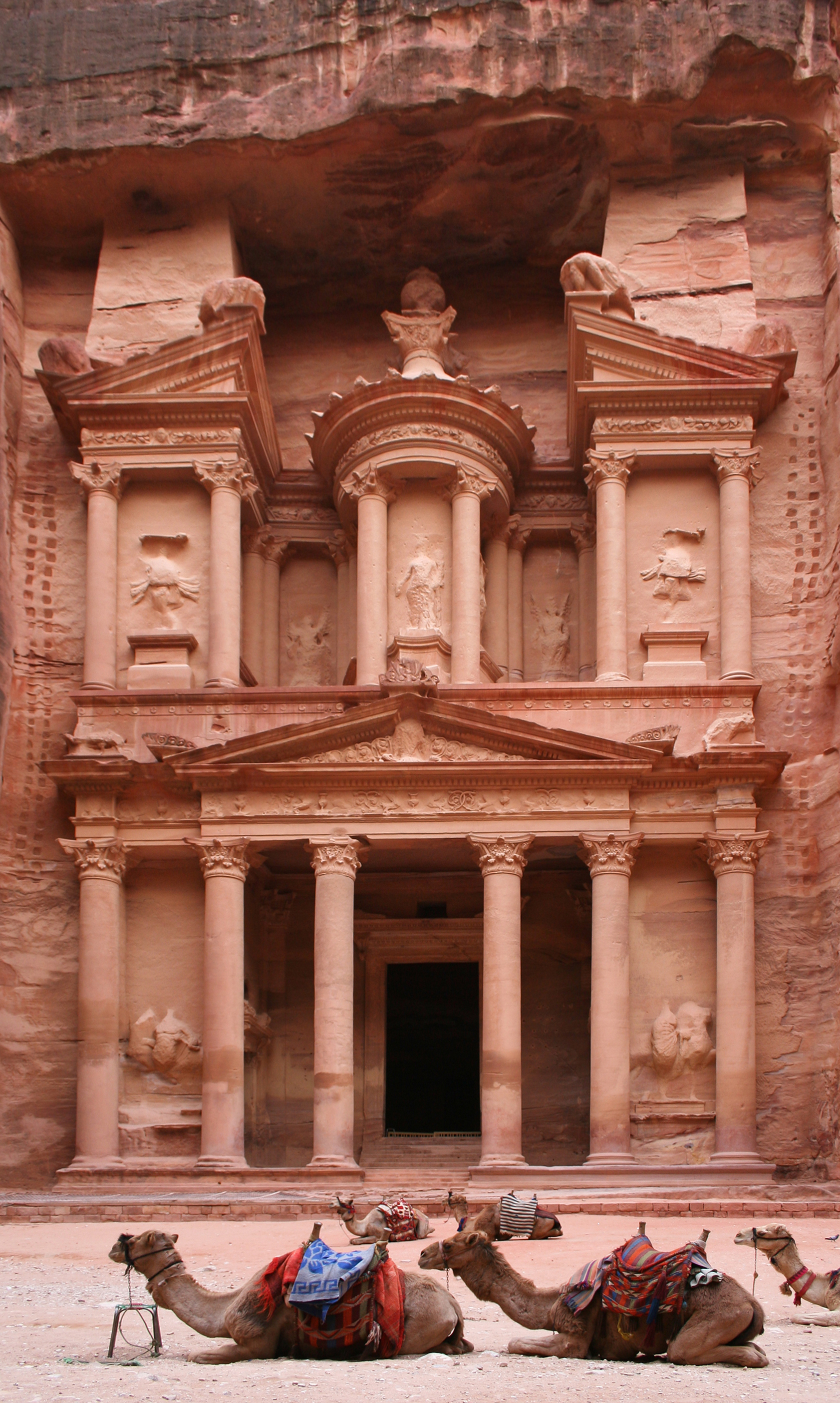
エル・カズネ

エル・カズネ（アラビア語: الخزنة Al Khazneh、宝物殿、英語: The Treasury）は、古代ヨルダンの都市ペトラにおける最も精緻な建築物の一つである。エル・ハズネとも表記する。この古代都市の、エド・ディル（アラビア語: الدير Ad Deir, 修道院、英語: The Monastery）を含むその他ほとんどの建築物と同様に、この建造物もまた砂岩の岩肌を彫って造られたものである。エル・カズネは古代ギリシア建築の影響を受けており、貴重な観光地になっている。
巨大な砂岩を削って作られたファサードと呼ばれる正面部分は高さ40ｍ、横幅28ｍある。

## 歴史
エル・カズネはなぜ築かれたかは不明であるが、王家の墳墓としての役割を果たし、おそらく紀元前100年から紀元後200年の間にその原型が造られた。伝説では紀元前1世紀にナバテアの王アレタス4世の命によって建設されたという。そのアラビア名である宝物殿の名は、盗賊あるいは海賊が、第2層の高所にある石の壺の中に略奪品を隠したという一つの伝説に由来する。壺には銃弾による著しい損傷が見られる。地元の伝承では、これはベドウィンによるものであり、それを壊して、中の「宝」を落とし取ろうと壺を狙い撃ったと言われている（しかしながら装飾の壺は砂岩の塊である）。もう一つには、モーセの時代にエジプトのファラオの宝物庫（カズネ・ファルウン、Khaznet Far'oun）の役割を果したとも言われている。
建物の建築装飾の多くは、崖を刻んで彫刻されて以来2000年の間にかなり浸食された。その彫刻は来世に関連した様々な神話上の人物像であると考えられている。
葬儀室が1938年に加えられた入口階段の両側にある。
2024年10月12日、アメリカのピアース・ポール・クリースマン博士の率いる考古学研究チームは、未盗掘の墓を発掘したと明らかにした。2003年、同遺跡地下の左右の物理的特徴が一致するかどうかを確認したところ、非常に似ている事を発見した。未調査の右側の発掘作業をヨルダン政府に要請し、2024年にスコットランドのセント・アンドルーズ大学の地球物理学者リチャード・ベイツが、強力な地中探査レーダーを使用する許可を得たことで、調査が大きく進展した。発見された墓は約2000年前のもの推定され、12体の遺骨と副葬品も見つかった。

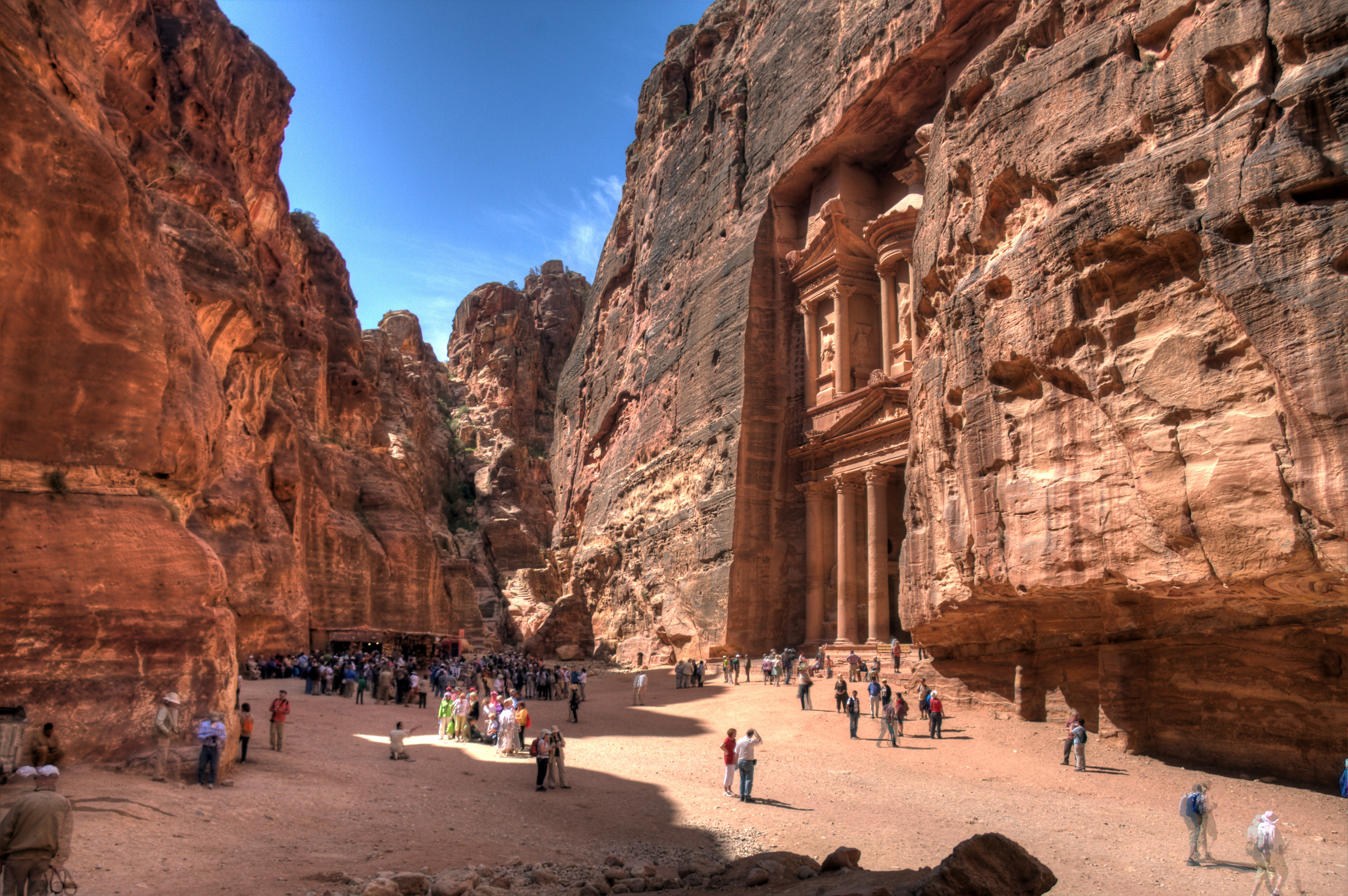
周辺環境
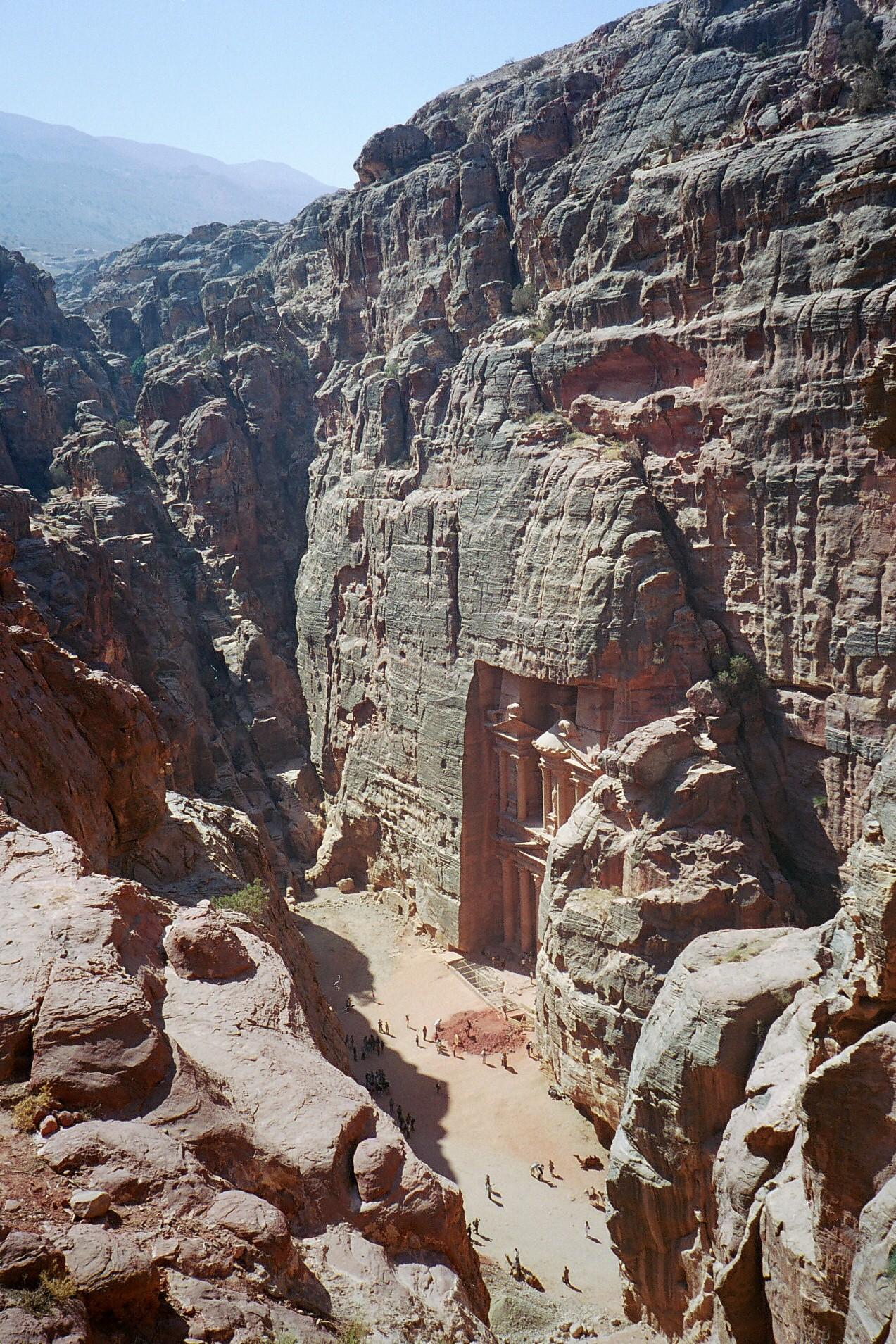
周辺環境
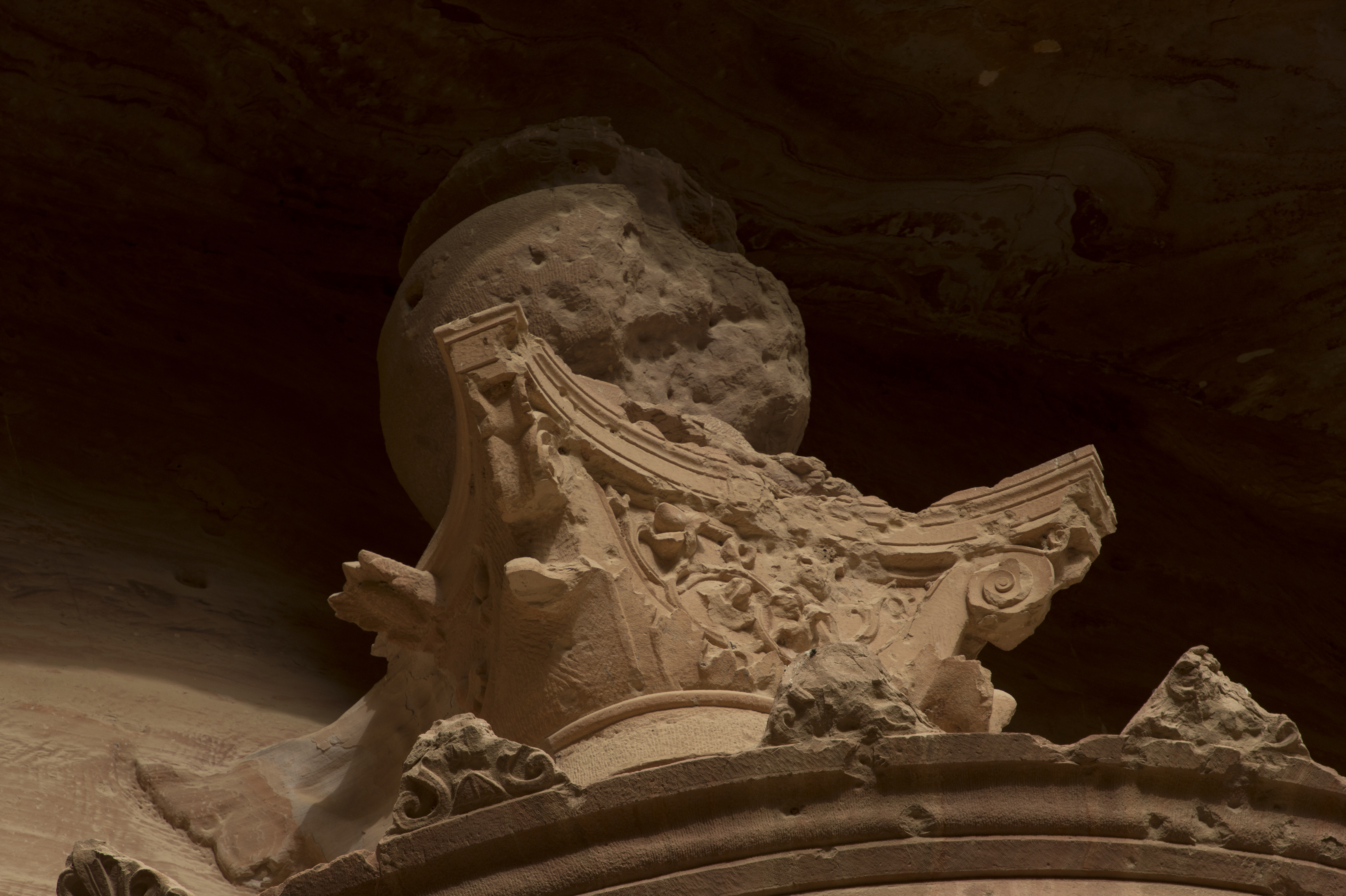
中央上部にある壺
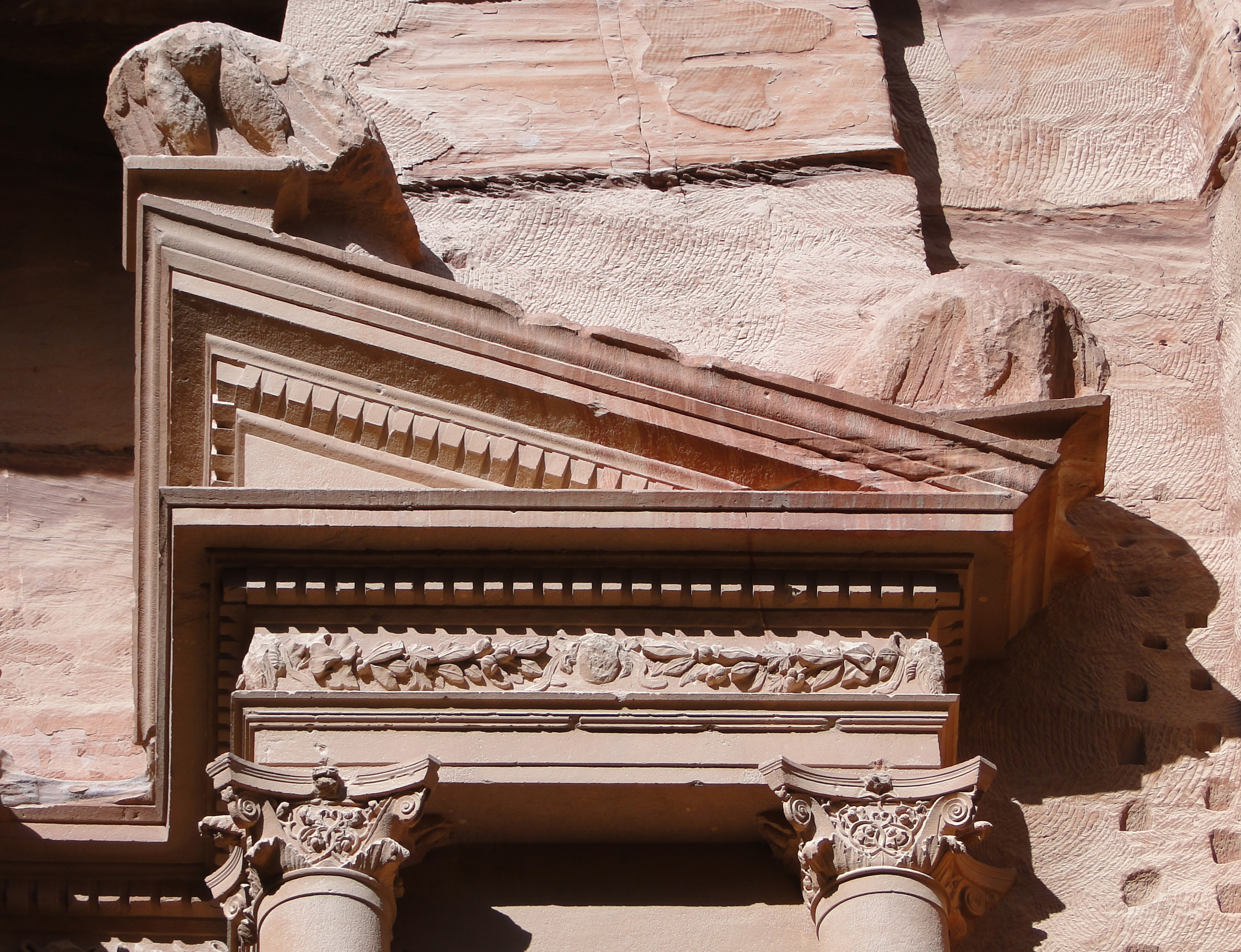
ファサードの細部装飾
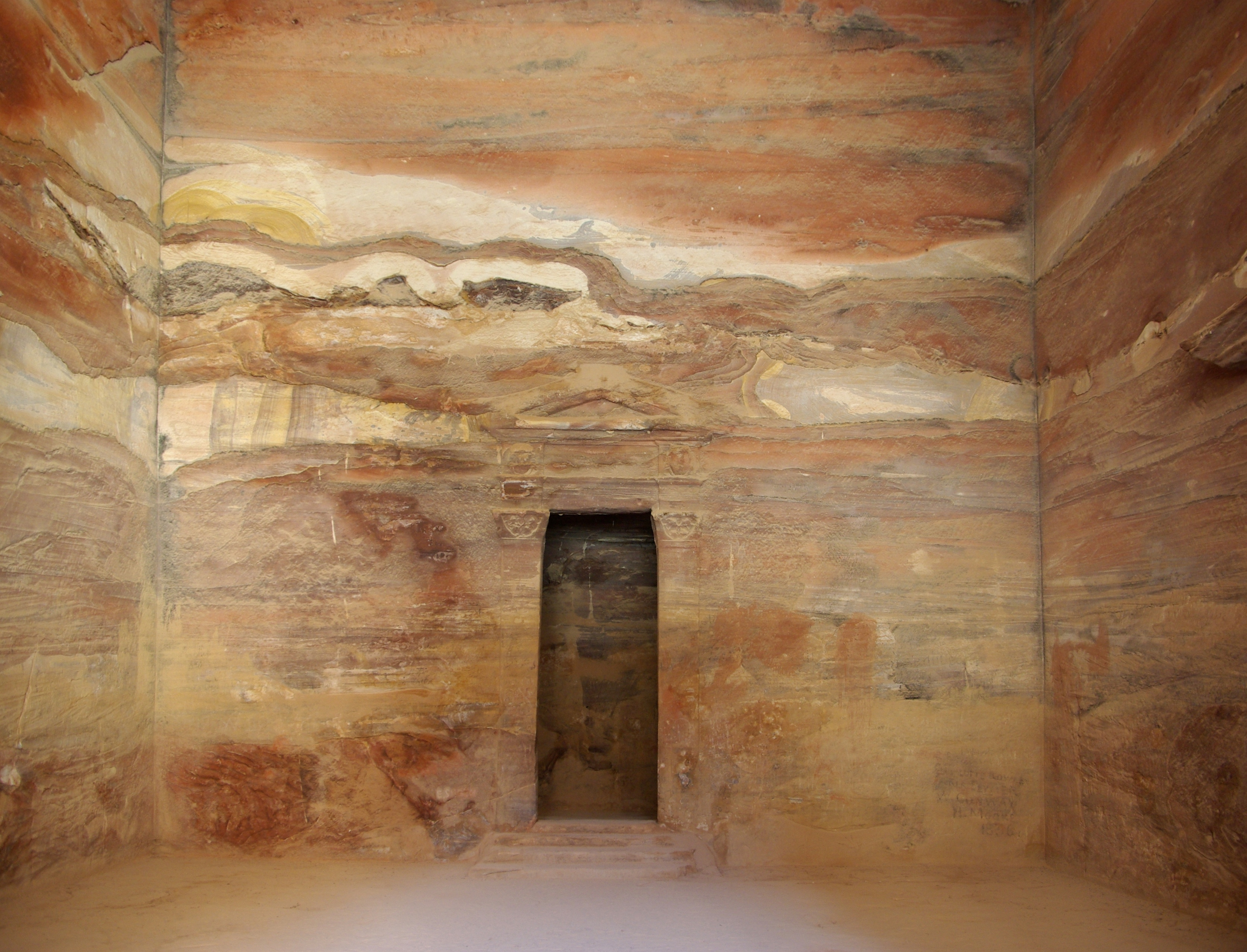
内部
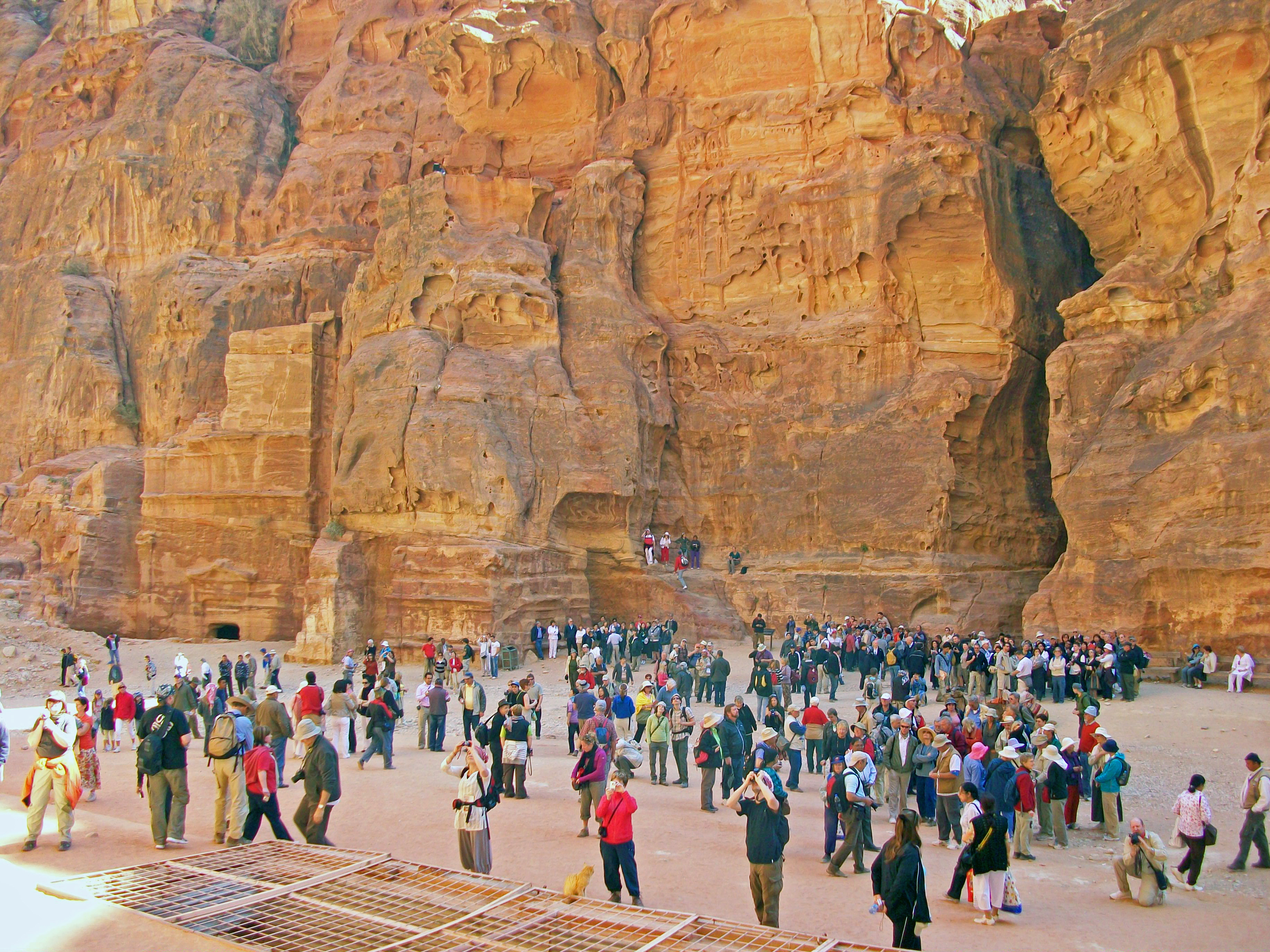
遺跡側から、右の割れ目がシーク
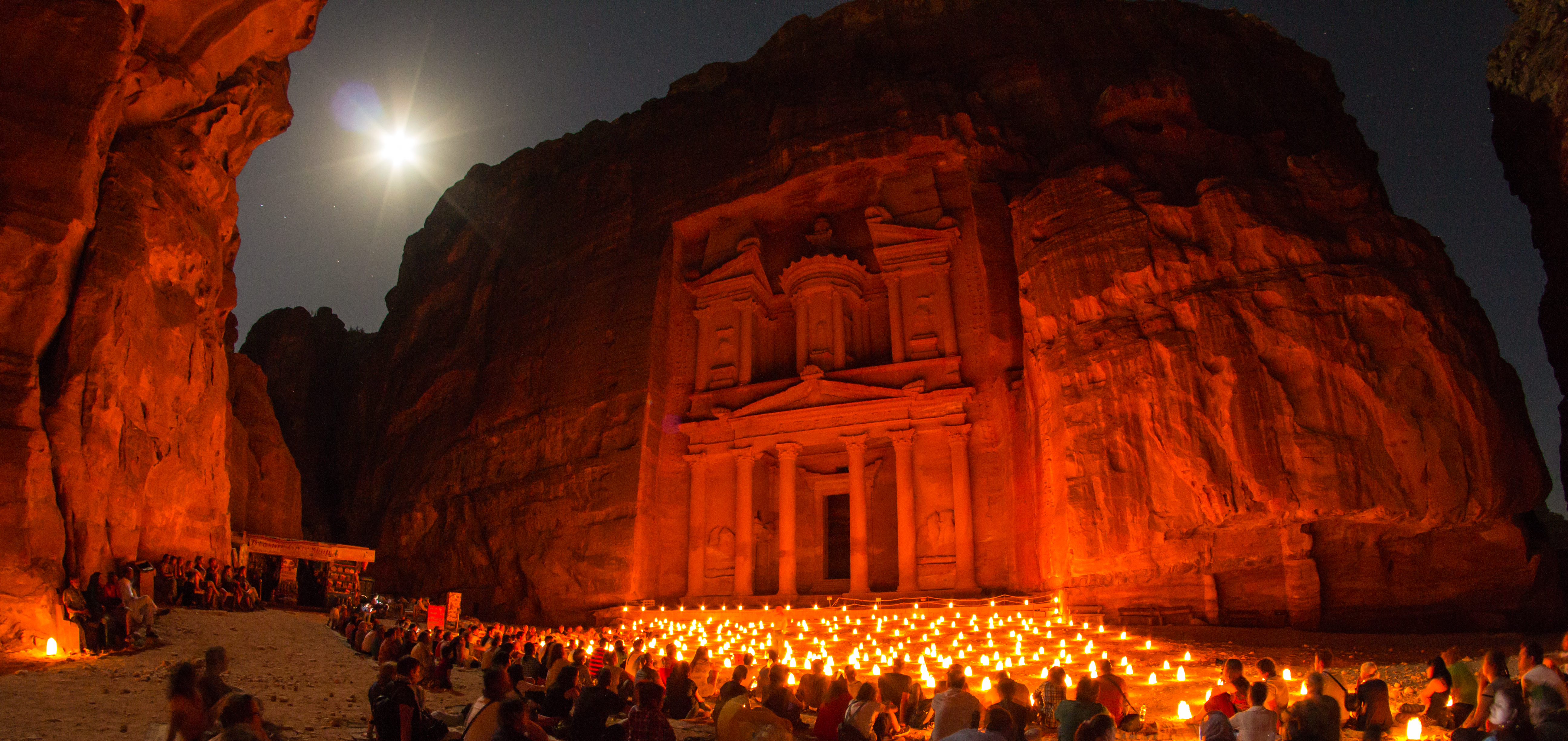
ナイトイベント
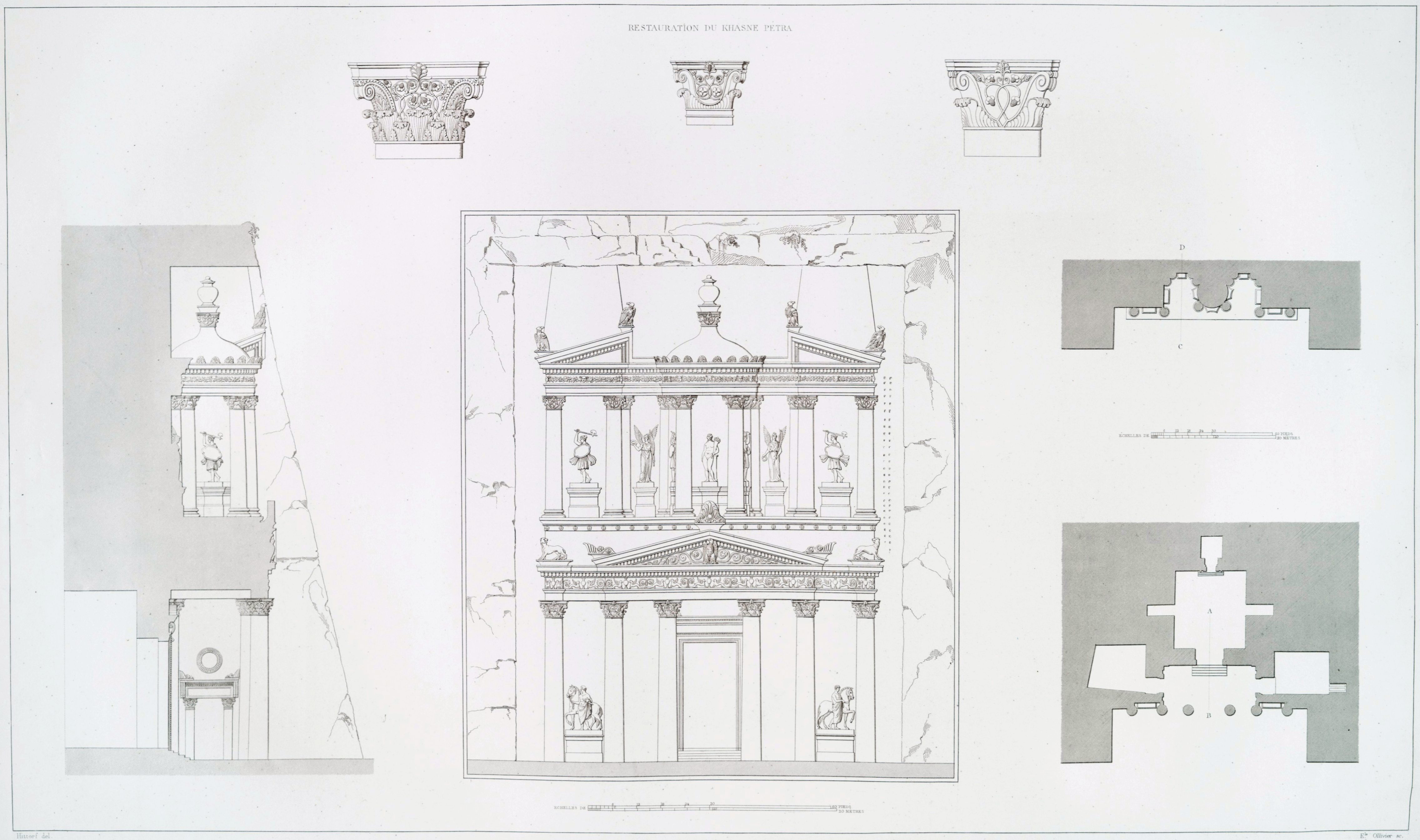
1830年に描かれた見取り図